# 1,2,3-三唑
1,2,3-三唑是三唑的异构体之一，化学式 C2H3N3。

## 制备
1,2,3-三唑可以由铜（CuAAC）或钌（RuAAC）催化的叠氮化物-炔烃Huisgen环加成产生。

## 性质
1,2,3-三唑是无色液体，为pKb 1.17的弱碱。它有两种互变异构体，其中右边的那种在大多数溶剂中在互变异构占优势。
1,2,3-三唑的分解剧烈放热。

## 用处
1,2,3-三唑可用来合成更复杂的化合物，例如他唑巴坦。